# Polychronion
Das Polychronion (griechisch Πολυχρόνιον, dt.: „Viele Jahre“ oder „Lang-lebe…“, wörtlich: „Vielzeit“; georgisch მრავალჟამიერი mravaljamieri; kirchenslawisch многаꙗ лѣта mnogaja lěta) ist ein feierliches Enkomion (Loblied), welches in der Liturgie der Orthodoxe Kirchen und der Katholischen Ostkirchen, die dem Byzantinischen Ritus folgen, gesungen wird.

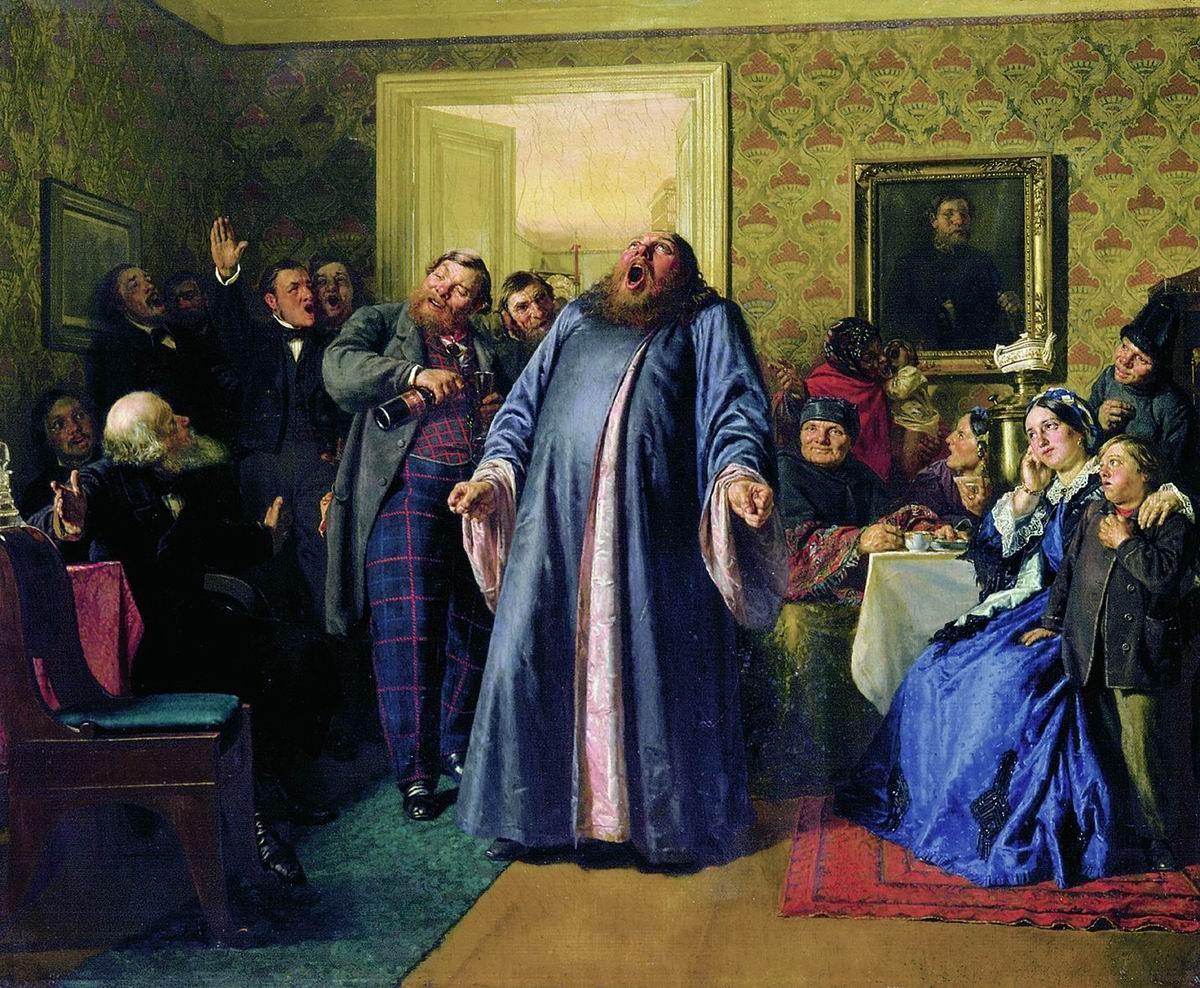
Protodiakon, der einem Kaufmann bei der Feier seines Namenstages ein langes Leben wünscht (Nikolai Wassiljewitsch Newrew, 1866, Tretjakow-Galerie)

Das Polychronion wird für die säkularen Obrigkeiten (Orthodoxe Monarchen, Staatsführer), die kirchlichen Autoritäten (Patriarch, Bischof), sowie Einzelpersonen zu besonderen Anlässen und für die Gemeinde der Orthodoxen Christenheit gesungen.

## Ausführung
Das Polychronion wird in zwei unterschiedlichen Formen gesungen:
- Die formalere Form hat ihren Platz in der Göttlichen Liturgie, am Ende des Gottesdienstes. Der Diakon (oder Priester, sofern kein Diakon anwesend ist) psalmodiert die Namen von Personen, derer gedacht wird, und der Chor antwortet mit dem dreifachen „Εἰς πολλὰ ἔτη“, (Is polla eti; Viele Jahre!). Diese Version kann auch an bestimmten Feierlichkeiten wie dem Tauftag, dem Namenstag oder dem Ordinationsjubiläum von Klerikern eingesetzt werden.
- In der weniger förmlichen Version singt nur der Chor die Strophen und endet mit dem einfachen „...möge der Herr Gott erhalten auf viele Jahre!“, ohne Wiederholungen. Diese Version wird in Matutin und Vesper eingesetzt.

## Die hochoffizielle Form für einen Herrscher
Das Polychronion für einen Herrscher ist vergleichbar mit dem lateinischen Ad multos annos, das vom Volk dem römischen Herrscher dargebracht wurde. Die Akklamation wurde in byzantinischer Zeit in einer teilweise hellenisierten Form: Immultos annos aufgenommen und später vollständig übersetzt.
| Πολυχρόνιον ποιῆσαι, Κύριος ὁ Θεός τὸν εὐσεβέστατον Βασιλέα ἡμῶν [Königsname]. Κύριε, φύλαττε αὐτὸν εἰς πολλὰ ἔτη. (3x) Polychronion poiēsai Kyrios o Theos ton eusebestaton basileus/basilea ēmōn [Königsname]. Kyrie phylatte auton eis polla etē. | Schenke langes Leben, O Herr Gott, unserem frömmsten König [Königsname]. O Herr, erhalte ihn, auf viele Jahre. (3x) |

Je nach den Umständen konnten auch andere Mitglieder der regierenden Familien zwischen dem zweiten und dem dritten Vers eingefügt werden. Da heute keine orthodoxen Monarchen mehr vorhanden sind, wird das Polychronion nur noch für die kirchlichen Autoritäten, wie den Patriarchen oder den Bischof angestimmt. In diesem Fall wird es als Phēmē (Φήμη; Ruhm) bezeichnet.